# FK Sasa
Maillots
Le Fudbalski Klub Kamenica Sasa (en macédonien : фудбалски клуб Каменица Саса), plus couramment abrégé en FK Sasa, est un club macédonien de football fondé en 1968 et basé dans la ville de Makedonska Kamenitsa.

## Historique
- 1968 : Fondation du club sous le nom du FK Sasa

## Personnalités du club

### Présidents du club
- Darko Petrovski

### Entraîneurs du club
- Stojce Milosevski
- Kircho Gorgiev